# Crozet (pasta)

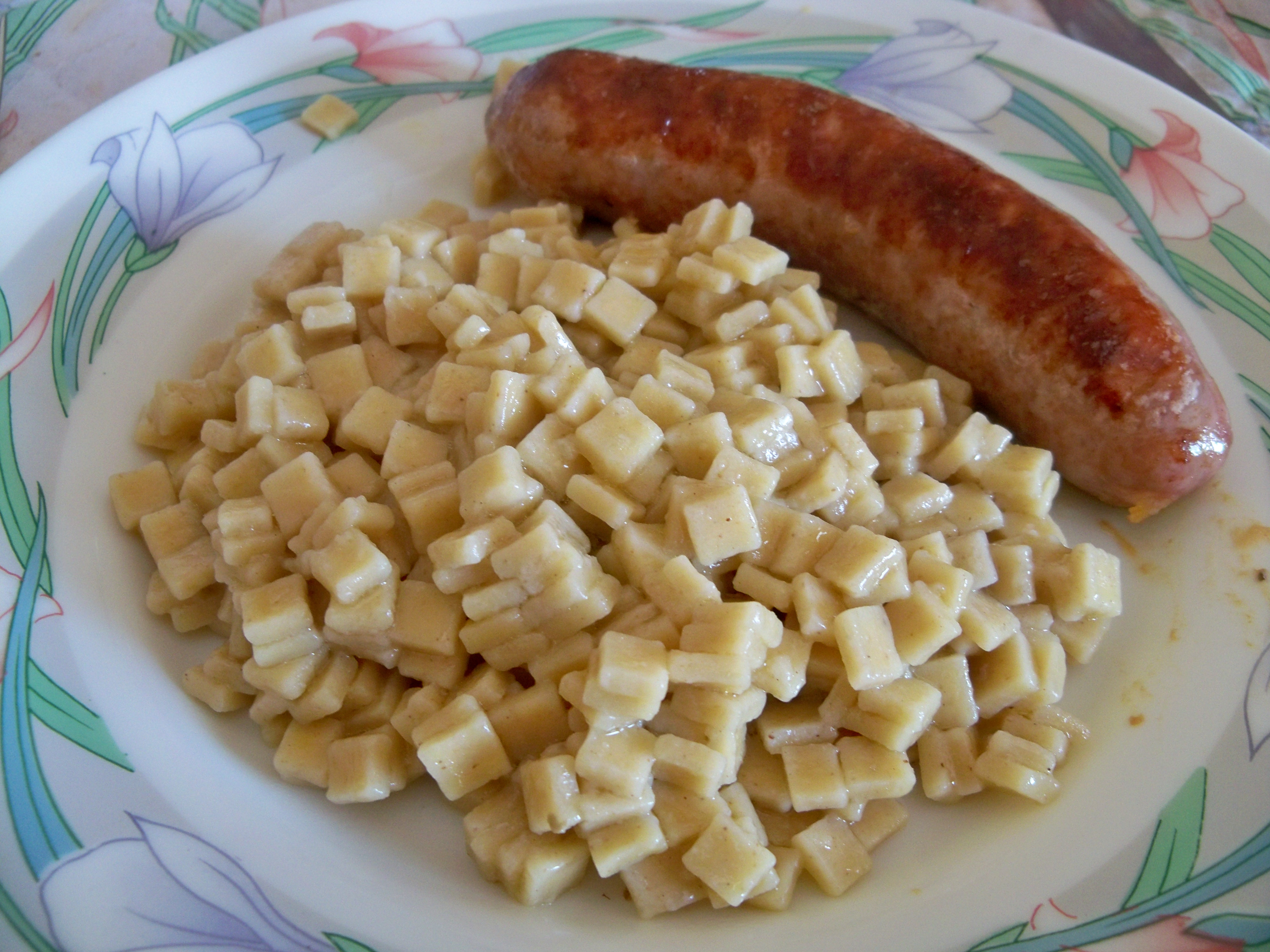
Cocinado con salchicha

El crozet es una pasta seca típica de Saboya (Francia), de forma plana y cuadrada, de tamaño pequeño y a base de harina de trigo o alforfón. A veces una mezcla de harinas de ambos cereales (méteil). Los crozets se usan en Saboya para hacer platos tradicionales, como la croziflette (variante de la tartiflette) y los crozets con diots.
El nombre proviene de la palabra francoprovenzal croé, que significa ‘pequeño’.